# Gare de Chaponost
Gare de Chaponost vasútállomás Franciaországban, Chaponost településen.

## Vasútvonalak
Az állomást az alábbi vasútvonalak érintik:
- Paray-le-Monial-Givors-Canal-vasútvonal

## Kapcsolódó állomások
A vasútállomáshoz az alábbi állomások vannak a legközelebb:
- Gare de Brignais (Gare de Brignais)
- Gare de Francheville (Gare de Lyon-Saint-Paul)